# ラヴ・ライク・ブラッド
ラヴ・ライク・ブラッド (Love Like Blood) は、キリング・ジョークが1985年に発表した5枚目のアルバム、「Night Time」 に収録された曲。この曲は、バンドの代表曲であり、キャリアの中で最も成功した唯一のヒットである。
2010年には、スウェーデンのオルタナティヴ・メタルバンドDead by April がカバーしている。

## チャート推移
| チャート (1985)  | 最高位 |
| ---------------- | ------ |
| ドイツ           | 24     |
| アイルランド     | 30     |
| オランダ         | 5      |
| ニュージーランド | 6      |
| UK               | 16     |